# تندیس چوپان نی‌زن
چوپان نی‌زن تندیسی  است که توسط ملک‌دادیار گروسیان در بهمن ۱۳۸۱ طراحی و ساخته شد. این مجسمه در ضلع جنوب غربی سی و سه پل قرار دارد.